# Nectonema munidae
Nectonema munidae is een soort in de taxonomische indeling van de paardenhaarwormen. 
De diersoort komt uit het geslacht Nectonema en behoort tot de familie Nectonematidae. Nectonema munidae werd in 1930 beschreven door Brinkmann.